# Vienna Teng
Vienna Teng (née le 3 octobre 1978) est une auteur-compositeur-interprète américaine d'origine chinoise, native de Saratoga, Californie. Son nom de baptême est Cynthia Yih Shih, mais elle a pris le nom de scène, Vienna Teng, qui rend hommage à la capitale d’Autriche, et la chanteuse taïwanaise, Teresa Teng. Elle joue du piano classique depuis l'âge de 5 ans et écrit des chansons depuis l'âge de 6 ans.
Teng a une formation d'informaticienne de l'université Stanford. Pendant qu'elle étudie à Stanford, elle devient membre des Stanford Harmonics, un groupe à cappella des étudiants. Elle travaille ensuite pour Cisco Systems pendant deux ans, mais elle n'a pas cette vocation : « I don't write scripts for fun, just for my own website when I get tired of doing things manually. » (« Je n'écris pas de scripts pour m'amuser, seulement pour mon propre site web quand j'en ai assez de faire les choses à la main. ») Elle continue à écrire et chanter ses chansons en parallèle. Finalement, elle signe son premier contrat avec Virt Records, et quitte son emploi pour se concentrer sur sa carrière musicale.
Elle apparaît dans le Late Show with David Letterman, et a fait les premières parties de Shawn Colvin et de Joan Osborne. Son premier album, Waking Hour atteint la 5e place des meilleures ventes d'Amazon.com.
En 2010, Teng déménage à Ann Arbor, Michigan, où elle reste pendant trois années et étudie l'entreprise durable à l'Institute Erb à l'Université du Michigan. Elle vit à présent à Détroit, Michigan.

## Style
Son style musical se situe à la croisée du classique, de la folk et de la pop. Sur l'album Aims, elle utilise plus des éléments de la musique électronique.

## Discographie
- Waking Hour (2002)

Cet album a d'abord été produit à compte d'auteur en 2001.
Après avoir signé avec Virt Records, il a été réédité en 2002 presque à l'identique.
- Warm Strangers (2004)
Cet album livre deux petites surprises :
  - Passage : une chanson a cappella où une femme, décédée dans un accident de voiture, raconte les réactions de ses proches et leur vie après sa mort.
  - Une chanson en chinois, langue maternelle de Vienna.
- Dreaming Through the Noise (2006)
- Inland Territory (2009)
- The Moment Always Vanishing (en public - 2010)
Cet album, enregistré en fin d'année 2009, contient deux chansons non composées par Vienna Teng. Il s'agit de :
  - In the Creases, en duo avec Alex Wong, du groupe the Paper Raincoat (Alex Wong et Amber Rubarth)
  - Idioteque du groupe Radiohead
- Aims (2013)